# Lana Condor
Lana Therese Condor, nata Trần Đồng Lan (Cần Thơ, 11 maggio 1997), è un'attrice vietnamita naturalizzata statunitense, nota per il ruolo di Lara Jean Covey nei film Tutte le volte che ho scritto ti amo, P. S. Ti amo ancora e Tua per sempre.

## Biografia
Nata a Cần Thơ, in Vietnam, all’età di 4 mesi, nell'ottobre del 1997, venne adottata da una coppia statunitense di Chicago, Mary Carol e Bob Condor, assieme al fratello non biologico Arthur. Dopo i primi anni a Chicago, dove ha studiato danza con il Joffrey Ballet, all'età di 6 anni la famiglia si trasferì su un'isola della contea di Island, nello stato di Washington e successivamente a New York, dove continuò con la danza all'Alvin Ailey American Dance Theater. Successivamente, quindicenne, con la famiglia si trasferì a Santa Monica. In California studiò teatro al California State Summer School for the Arts e si diplomò alla Notre Dame Academy, una scuola cattolica femminile di Los Angeles.
Condor ha fatto il suo debutto come attrice nel ruolo di Jubilation Lee / Jubilee nel film di supereroi di Bryan Singer X-Men: Apocalypse, distribuito il 27 maggio 2016. In seguito è apparsa nel film drammatico di Peter Berg Patriots Day, che mostra il film eventi e conseguenze dell'attentato alla maratona di Boston. Il film è stato presentato alla AFI Fest ed è stato distribuito nelle sale il 21 dicembre 2016. L'anno seguente, è stata co-protagonista nel film thriller romantico High School Lover , con James Franco e Julia Jones, presentato in anteprima su Lifetime il 4 febbraio 2017. 
Condor ha interpretato il ruolo principale di Lara Jean Covey nel film romantico di Susan Johnson Tutte le volte che ho scritto ti amo, basato sul romanzo per giovani di Jenny Han con lo stesso nome. Il film è stato distribuito da Netflix il 17 agosto 2018. Nel 2019, Condor ha interpretato l'assassina Saya Kuroki nella serie drammatica d'azione di Syfy Deadly Class, basata sulla serie di fumetti di Rick Remender. È apparsa nei panni di Koyomi K. nel film di fantascienza di Robert Rodriguez Alita: Battle Angel, prodotto da James Cameron e basato sulla serie di graphic novel di Yukito Kishiro. 
Recitea nella commedia romantica Summer Night, al fianco di Analeigh Tipton e Justin Chatwin, diretta da Joseph Cross e prodotto da James Ponsoldt. Condor apparirà nel prossimo thriller fantascientifico Warning, con Laura Harrier, James D'Arcy e Alex Pettyfer. Condor riprenderà anche il ruolo di Lara Jean Covey in P. S. Ti amo ancora e in Tua per sempre.

## Filmografia

### Attrice

#### Cinema
- X-Men - Apocalisse (X-Men: Apocalypse), regia di Bryan Singer (2016)  Jubilation Lee
- Boston - Caccia all'uomo (Patriots Day), regia di Peter Berg (2016)
- Tutte le volte che ho scritto ti amo (To All the Boys I've Loved Before), regia di Susan Johnson (2018)
- Alita - Angelo della battaglia (Alita: Battle Angel), regia di Robert Rodriguez (2019)
- Summer Night, regia di Joseph Cross (2019)
- P. S. Ti amo ancora (To All the Boys: P.S. I Still Love You), regia di Michael Fimognari (2020)
- Tua per sempre (To All the Boys: Always and Forever, Lara Jean), regia di Michael Fimognari (2021)
- Sognando Marte (Moonshot), regia di Christopher Winterbauer (2022)
- Coyote vs. Acme, regia di Dave Green (2026)

#### Televisione
- High School Lover, regia di Jerell Rosales – film TV (2017)
- Deadly Class – serie TV, 10 episodi (2019)
- Boo, Bitch - serie TV (2022)

### Doppiatrice
- Rilakkuma to Kaorusan — serie TV, 13 episodi (2019)
- BoJack Horseman – serie TV, 2 episodi (2019)
- Ruby Gillman - La ragazza con i tentacoli (Ruby Gillman  Teenage Kraken), regia di Kirk DeMicco (2023)

## Doppiatrici italiane
Nelle versioni in italiano delle opere in cui ha recitato, Lana Condor è stata doppiata da:
- Giulia Maniglio in Tutte le volte che ho scritto ti amo, P. S. Ti amo ancora, Tua per sempre
- Roisin Nicosia in X-Men - Apocalisse
- Alice Venditti in Alita - Angelo della battaglia
- Silvia Avallone in Deadly Class
- Vittoria Bartolomei in Sognando Marte
- Agnese Marteddu in Boo, Bitch
- Emanuela Ionica in Ruby Gillman - La ragazza con i tentacoli